# Corigliano Calabro
Corigliano Calabro är en frazione och tidigare kommun i kommunen Corigliano-Rossano i provinsen Cosenza i regionen Kalabrien i Italien. 
Den tidigare kommunen hade 40 478 invånare (2017)  och bildade 2018 tillsammans med kommunen Rossano den nya kommunen Corigliano-Rossano.